# 秀逗海盗
《秀逗海盗》是在《漫画世界》连载的漫画，外号原创四格漫画版《海贼王》，作者刘成文。融合“爆笑”、“讲义气”、“热血”等少年漫画的元素。讲述海盗王的继承人黑胡子，和他的伙伴们笑傲海洋的故事。在第6册完结。